# 市川團十郎 (11代目)
十一代目 市川 團十郎（いちかわ だんじゅうろう、1909年（明治42年）1月6日 - 1965年（昭和40年）11月10日）は、日本の歌舞伎役者。本名は堀越 治雄（ほりこし はるお）。位階は従四位。屋号は成田屋。定紋は三升、替紋は杏葉牡丹。俳名は五粒。
海老蔵時代、「花の海老さま」として空前のブームを巻き起こした美貌で知られ、品格ある風姿、華のある芸風、高低問わずよく響く美声などを売り物とした、戦後歌舞伎を代表する花形役者の一人。

## 来歴

### 生い立ち
東京府東京市日本橋区（現中央区日本橋）に、七代目松本幸四郎の長男として生まれる。誕生時の本名は藤間治雄。次弟の順次郎は後に八代目松本幸四郎を、末弟の豊は後に二代目尾上松緑を襲名して、いずれも戦後昭和の東京大歌舞伎の屋台骨を支える名優に成長した。
母の寿枝は長唄三味線方の今藤家の出で、 人間国宝の三代目今藤長十郎はいとこにあたる。

### 初舞台 から「花の海老さま」として
1915年（大正4年）1月、帝国劇場『山姥』の怪童丸にて、6歳で松本金太郎を名乗り初舞台を踏む。暁星学園初等部に入学。1916年（大正5年）3月、8歳の時に、母・寿枝が29歳の若さで急逝。翌年、父・幸四郎は後妻を娶るが、その後妻も1年足らずで病死した。
1921年（大正10年）、錦城中学校へ入学したが、芸道優先のため中学2年時に中途退学。
1925年（大正14年）、四代目坂東玉三郎（後の十四代目守田勘彌）らと共に『つぼみ座』という研究劇団を旗揚げ。数回公演を行う。
1929年（昭和4年）4月、帝国劇場『源氏烏帽子折』の牛若丸にて、九代目市川高麗蔵を襲名。翌5月、肺結核に罹り、以後鎌倉にて4年間の療養生活を送る。その間に次弟は五代目市川染五郎を襲名、三弟は六代目尾上菊五郎門下に入門。1933年に父が演じる「助六」の口上役で舞台復帰するも演劇評論家の辰野隆に朝日新聞紙上で「大根の徽（しるし）が見えた」などと酷評される。発語の訓練にフランス語がよいとの辰野の勧めで今日出海からフランス語を習う。1935年10月20日に市川三升夫妻を媒酌人に料亭「開花楼」の娘・清水孝子（店主・坂本彦平の姪）と結婚するも4か月で離婚。同年、三弟が二世尾上松緑を襲名。1936年（昭和11年）から東宝劇団に参加。
1939年（昭和14年）、30歳の時に東宝劇団を離れ、松竹へ復帰。父の師匠である九代目市川團十郎の娘婿、市川宗家の市川三升（十代目市川團十郎）に望まれ、翌1940年（昭和15年）4月に市川宗家（堀越家）へ正式に養子に入った。5月、歌舞伎十八番の内『ういらう』の外郎売り実は曽我五郎にて、九代目市川海老蔵を襲名。この頃から「花の橘屋」と評された十五代目市村羽左衛門に似た美貌で将来を嘱望されるようになる。
1944年（昭和19年）1月、召集により入隊予定であったが、チフスに罹患し3ヶ月入院する。翌1945年（昭和20年）1月ｰ2月、各地で慰問巡業を行う。
戦後の1946年（昭和21年） 6月、六代目尾上菊五郎に推挙され、東京劇場で上演された『助六由縁江戸桜』で初役の助六をつとめて大評判を呼ぶ。同年8月、長男・夏雄（十二代目團十郎）が誕生。
1951年（昭和26年）、『源氏物語』（舟橋聖一訳）の光君を演じ、美貌と憂いを備えた光源氏役で記録的な大入りとなった。翌年の『若き日の信長』（大佛次郎作）の信長などで芸を開花させて人気を確立する。「海老さま」の愛称で親しまれ、空前の海老蔵ブームを巻き起こし、戦後の歌舞伎の人気停滞を救うきっかけとなった。
助六、光源氏、信長などの役は晩年まで幾度もつとめる当たり役となったが、他にも『勧進帳』の富樫左衛門、『天衣紛上野初花（河内山）』の片岡直次郎や河内山宗俊、『与話情浮名横櫛』（切られ与三）の与三郎、『青砥稿花紅彩画』（白浪五人男）の弁天小僧、『近江源氏先陣館（盛綱陣屋）』の佐々木盛綱、『藤十郎の恋』の初代坂田藤十郎などを当たり役にした。当時相手役をつとめたのは六代目中村歌右衛門や七代目尾上梅幸などで、その華麗で品格のある舞台は今でも語り草となっている。

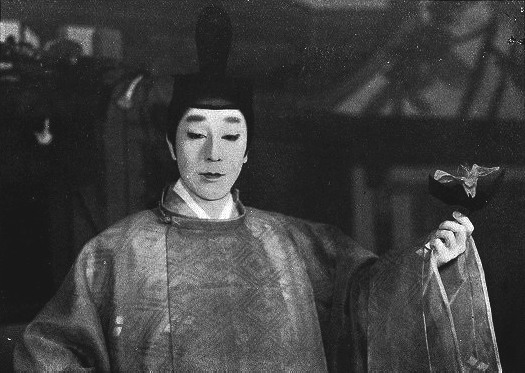
『源氏物語』の光君

大佛次郎の新歌舞伎には、『若き日の信長』の信長 (1952) のほかにも、『築山殿始末』の岡崎信康 (1953)、『江戸の夕映』の幕臣本田小六 (1953)、『魔界の道真』の藤原時平 (1957) など、海老蔵のために特に書いた作品が多く、「海老蔵と大佛」は、かつての「小團次と黙阿弥」や「左團次と綺堂」のような提携関係にあった。
しかし、それも1960年に海老蔵が『大仏炎上』の平重衡を突然「辞退」して同作を上演中止に追い込むという一悶着があって解消となる。ただし海老蔵は時折「突然の休演」をすることで知られた気難しい役者で、この一件も喧嘩別れといったものではなかった。大佛は後年、事ある毎に「團十郎が生きていればなぁ」と故人を偲んでいたことが伝えられている。
一方映画への出演はほとんどなく、大佛の新歌舞伎を映画化した『江戸の夕映』 (1954) で舞台と同じ役を演じたのと、舟橋聖一が東京新聞に連載した小説を映画化した『絵島生島』(1955) で歌舞伎役者・生島新五郎を演じ、劇中劇で『助六』を披露した。これが、海老蔵にとって生涯ただ2度の映画主演となった。
1956年（昭和31年）2月、養父の市川三升が死去。海老蔵は、葬儀で三升に十代目市川團十郎を名跡追贈した。
1960年（昭和35年）10月、歌舞伎座『シラノ』で初めて洋物の舞台に出演。弟の松緑が主役のシラノを演じ、海老蔵はシラノの恋敵・ド・ギッシュ伯爵をつとめた。

### 十一代目團十郎襲名
その6年後の1962年（昭和37年）4月、『勧進帳』の武蔵坊弁慶、『助六由縁江戸桜』の助六にて、待望の十一代目團十郎を襲名。59年ぶりに大名跡が復活した。『勧進帳』では得意の富樫に加えて、武蔵坊弁慶にも取り組むなど、お家芸の継承に努める意欲を見せた。この襲名興行は「一億円の襲名」と言われ、低迷気味であった歌舞伎人気に再度火をつける役目を果たした。
襲名後は演出家としても意欲的に活動し、1963年（昭和38年）4月、歌舞伎座『修学院物語』で初演出。5月には脚本も手がけた『鳶油揚物語』を歌舞伎座で上演した。
しかし、團十郎襲名からわずか3年半後の1965年（昭和40年）11月10日、胃癌で死去。56歳没。市川團十郎家は九代目より神道（神習教）信者であるため、十一代目團十郎には『玉垣道治彦命（たまがきみちはるひこのみこと）』の諡号が与えられた。同年7月28日、歌舞伎座で行われた日本演劇協会演劇人祭での『助六』の素踊りが最後の舞台となった。團十郎本人には最期まで自身が胃癌、それも末期癌だったということは伝えられず、死のひと月前の記者会見では「来年（1966年）の正月からまた舞台に立つ」とコメントしていたほどであった。
没後に従四位に叙され、勲三等瑞宝章が追贈された。青山霊園の墓石には『従四位勲三等』と彫られている。
團十郎時代が短かったこともあり、十一代目團十郎は今日でも「九代目海老蔵」｢海老さま」の名の下に語られることが多い。

## 評判・芸風

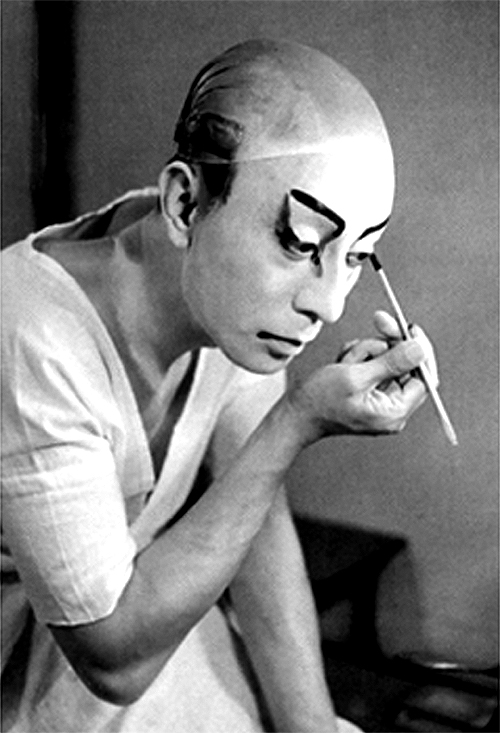
「海老さま」（1951年）

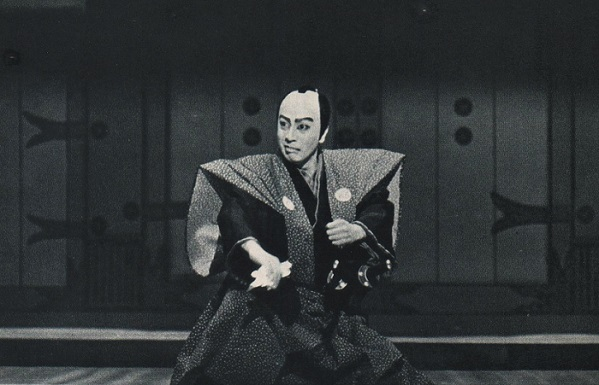
『仮名手本忠臣蔵』｢四段目」の大星由良之助

戦後歌舞伎の華として知られる十一代目團十郎だが、実は戦前の評判は決して良くなく、「ダイコ」と評されることも多かった。特に戦前の彼は性格的に内気ながら、なおかつ癇癪持ちという扱いにくい青年役者であり、御曹司としての高い矜持に、なかなか芸が追いつかない観があった。それ以上に、所属していた東宝劇団自体も低調で、父・七代目幸四郎の甥にあたる秦豊吉は、その頃の彼を次のように回想する。
しかし、戦後間もない1946年（昭和21年）、『助六由縁江戸桜』で初めて助六を演じて大評判を取った時期から、周囲も驚くほどに役者っぷりが良くなり、人気が急上昇した。築地の魚市場や寿司屋、天ぷら屋では海老が売れなくなり、「海老さまに悪いから」と海老蔵贔屓の女性客が軒並み「海老断ち」する現象が起きた。このような話を新聞が競って記事にするくらい「海老さま」の人気は戦後の歌舞伎界で空前絶後の出来事だった。また、歌舞伎座売店では全体の3分の1から半分の、明治座売店は5割から6割の売り上げが海老蔵にちなんだ土産物で、歌舞伎座前にあったブロマイドを取り扱う店では、他の役者のブロマイドが10日で売りつくされるとすると、海老蔵のそれは3日で売り切れ、購入者の99パーセントが20代女性だと伝えられているほどであった。
ファンの声や七代目尾上梅幸は、海老蔵に十五代目羽左衛門の夢を追う人が多いと評していた。一方、七代目大谷友右衛門(四代目中村雀右衛門)は十五代目羽左衛門に似ているいう声を踏まえつつ「先人の作り上げた巨大な壁を突き破って、先人とは別ないい役者であるといえるでしょう」と評している。ファンや役者仲間以外でも、例えば劇評家界隈では安藤鶴夫、戸板康二なども押しなべて高評価を与え、関西歌舞伎を率いていた武智鉄二は「海老蔵をぼくが酷評するであろうという期待されているかも知れないが、実はぼくは金太郎時代から海老蔵のファン」と前置きし、技術的な欠陥があるものの、そこをむしろ美に変化させる魅力を持つ役者として、少し遅れて「扇雀ブーム」を巻き起こす二代目中村扇雀と並び評価している。
芸風は二枚目の立役で、歴代團十郎のなかでは八代目と似ていた。家の芸の歌舞伎十八番でも、柔らか味のある『助六』『毛抜』『鳴神」を好んで演じたが、荒事の『暫』『矢の根』や、陰影のある『景清』などは演じなかった。しかし團十郎襲名後は『勧進帳』の弁慶を果敢に演じるなど、自身のイメージとは対照的な役柄にも挑むようになった。

## 人物・エピソード

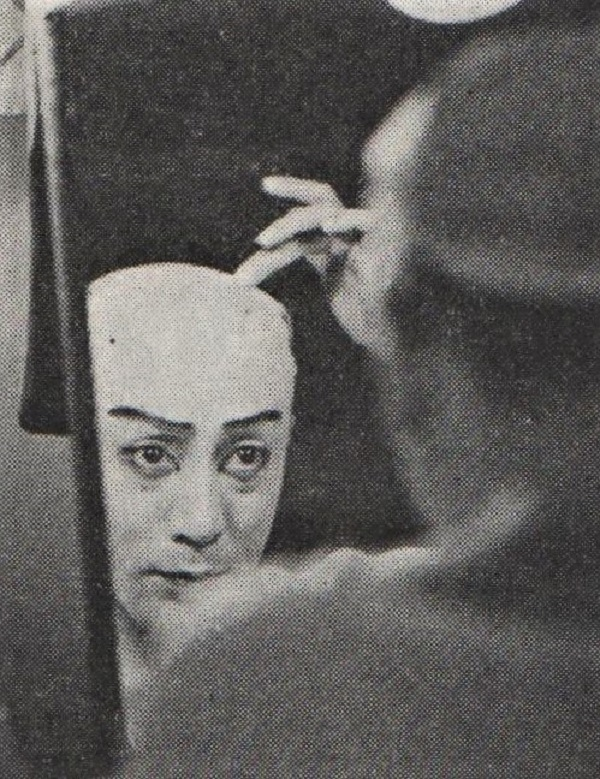
楽屋にて

### 性格
頑固で几帳面、神経質、かつ癇癪持ちという性格であった。弟の初代白鸚は十一代目團十郎の死の直後、「もともと敵がない人だったのに、近頃は自分から求めて敵を作っていた」と述懐し、末弟の二代目松緑は「舞台にみられるような大きさと力強さで、ゆっくりと推し進めれば実現できたことも、神経質な性質のために実現できず終わったことは残念」と振り返っている。
初役を務める興行の初日を突然休んだり、実父・七代目幸四郎の追善興行にも突然休演を申し出て大騒ぎになったりするなど、芸が開花してからも周囲が扱いにくい性格は終生変わることはなかったという。また、1964年3月、日本俳優協会（当時の会長は三代目市川左団次）に退会届を提出し、一門十余人と行動をともにしたこともある。こうした場合、いつも仲裁役は弟の二代目尾上松緑が勤めていた。そのため、電話越しに松緑としょっちゅう口喧嘩ばかりしていたことを後に長男・十二代目團十郎は述懐している。
十一代目團十郎のこういった行動は、心の中では緻密に熟考するものの、その過程を口に出さず、結論のみを発言してしまうために起こったものらしい。騒動を起こした原因について、そのほとんどが十分に納得できるものだった、と明らかになったのは、彼の死後のことだった。市川宗家としての責任を感じ、もっと團十郎の名前を大きいものにしたいという考えから、誤解を生んでしまう結果となったことは否めない。人間関係に対しては生涯不器用さがつきまとった。
気難しい性格であったが、外では生真面目で礼儀正しく、温和でおとなしかった。幼少期には「おじぎの金ちゃん」と呼ばれるほど色々な役者に頭を下げつづけた逸話がある。また、海老蔵ブームの際、楽屋に溢れかえる若い女性たちに公平に愛嬌を振りまいた。團十郎襲名後の後援会で会長をつとめた萩原吉太郎は「礼儀正しい人柄」「團十郎の真面目な性格を思い出して、会長をお引き受けした」、三代目河原崎権十郎は「几帳面な人柄とよくいわれるが、私にとっては温和やさしい人」などと述べている。
子息・夏雄が十二代目團十郎を襲名した1985年、その口上に列座した役者仲間は皆揃って『先代のお兄様（おじ様）は…』と十一代目との思い出を振り返り、その功績を称え、偲んだ。

### 家庭
1935年（昭和10年）に結婚。一男を儲けたが、その息子が夭折する悲劇に見舞われた。後に夫人とも離婚。戦後の一時は五代目片岡芦燕が「女房の様に仕えていた」とも報じられた。
1953年（昭和28年）9月、高麗蔵時代より長く尽くしてくれた8歳年下の千代と再婚。千代夫人との間に長男・夏雄（十二代目團十郎）、長女・治代（二代目市川紅梅）の一男一女をもうける。入籍・実子披露は夏雄が生まれてから7年後のことであった。千代夫人が17歳の時に松本幸四郎家に奉公に入ってからの縁であり、高麗蔵時代に肺結核で療養中に献身的に仕えた。その後、市川宗家（堀越家）に養子入りの際に一緒に堀越家へ行き、同居し始めたという。
結婚に際しては、家柄や格式に拘る梨園にあって、当時としては一種のスキャンダルとして捉えられ猛反対を受ける。しかし役者を辞してでも結婚したいという團十郎の誠実さに打たれた海老蔵時代の後援会長・前田青邨が、千代夫人を一旦養女にしてから結婚させるという話が持ち上がった。しかし、前田青邨は團十郎の死後、このエピソードを誤りだと述べ、「團十郎が市川宗家に養子入りの際、一緒に堀越家へ行ったことから千代夫人はれっきとした良家の子女である」「結婚の際は三升氏とも相談の上、祝福され美しく結婚された」と反論している。団十郎・千代夫妻をモデルに小説『きのね』を執筆した宮尾登美子は、十二代が小学校入学時のグラビア写真に一緒に写っていた千代夫人がひっつめ髪に絣の着物にたすきと前掛けという地味な人であったことに驚き、創作意欲を掻き立てられたという。
私生活では女性関係の噂も全くなく、子煩悩な良き家庭人であった。公表前であったため、夜に夏雄の手を引いて三輪車を買いにきたり、当時発売されたばかりの家庭用8ミリカメラや一眼レフカメラを買い求め、休みの日などに子どもたちをフィルムに収めスナップを手作りするなどしていた。また、團十郎は釣りが趣味であったため、夏雄（十二代目團十郎）は度々連れて行かれたという。癇癪持ちであったため卓袱台をひっくり返すことも稀にあったというが、長男の十二代目團十郎は「ぼくは父が好きで、父に甘えたいという気持ちがいつもあった」と回想している。
また、よく家族で旅行へ行ったり（死の前年には夫婦で欧州旅行に行っている）、夏になるとアロハシャツで海水浴に出かけたり、自動車やスクーターを自ら運転して歌舞伎座に出勤するなど、ハイカラな役者でもあった。
孫の十三代目市川團十郎は生前に会うことはなかったが、少年時代の一時期、厳しい稽古に反発を繰り返していた折に、立ち直ったきっかけとなったのが、生前の祖父・十一代目團十郎のフィルムを見たことであった。十三代目團十郎はフィルムに映る祖父の勇姿と芸の美しさに感銘を受け、『人生で初めて惚れた男が祖父でした』と後に語っている。また2013年、十三代目團十郎（当時は十一代目海老蔵）はフジテレビ制作のテレビドラマ『長谷川町子物語〜サザエさんが生まれた日〜』において祖父・十一代目團十郎（役名は九代目市川海老蔵）を演じているが、これは生前の祖父・十一代目團十郎が九代目海老蔵時代に、雑誌『婦人公論』の取材で長谷川町子と対談した実話を元にしたシーンがあり、十三代目團十郎も「祖父の役を他の方が演じるのは困るので」とコメントしている。